# Lelić
Lelić (em cirílico: Лелић) é uma vila da Sérvia localizada no município de Valjevo, pertencente ao distrito de Kolubara. A sua população era de 490 habitantes segundo o censo de 2011.

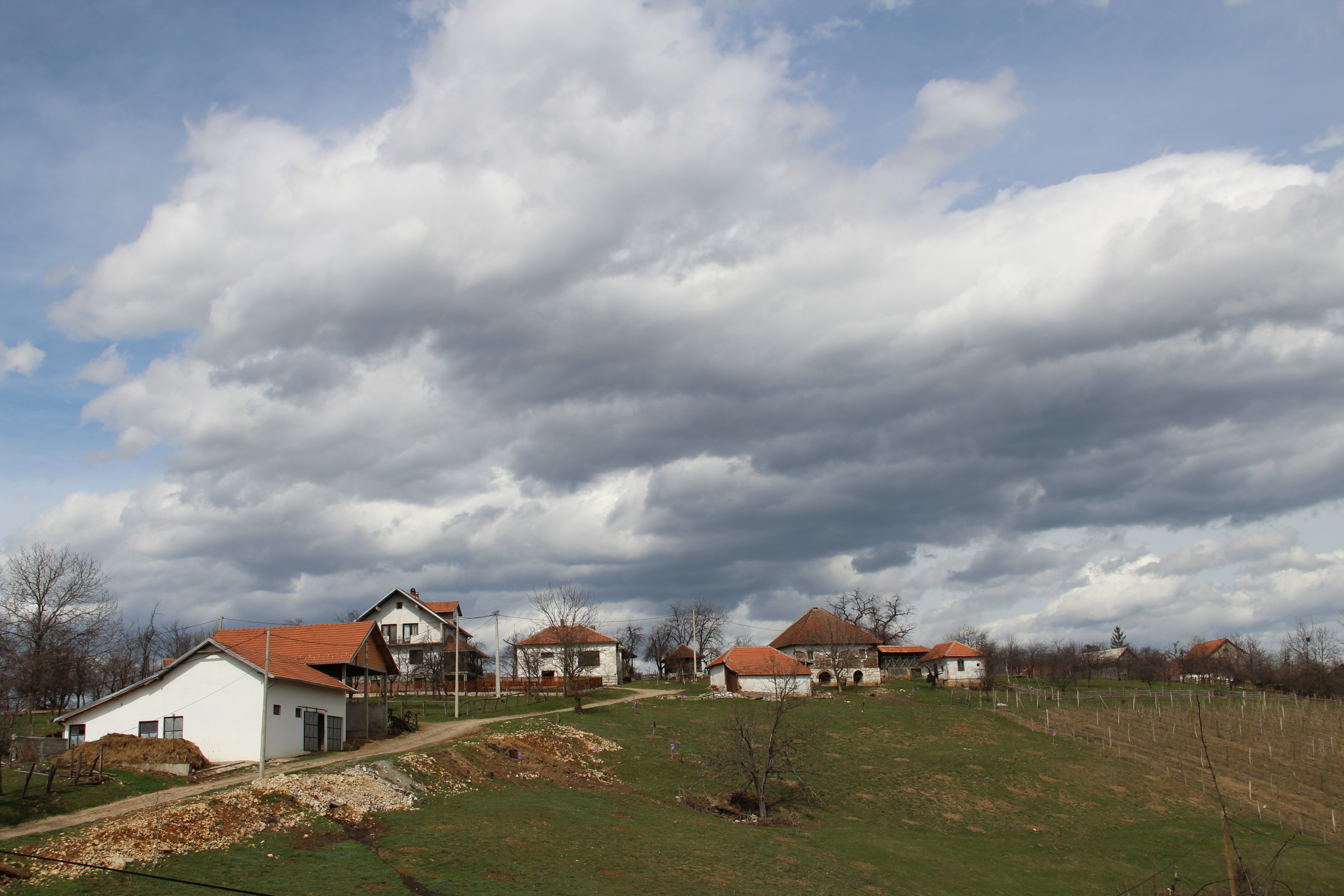
Lelic - Panorama
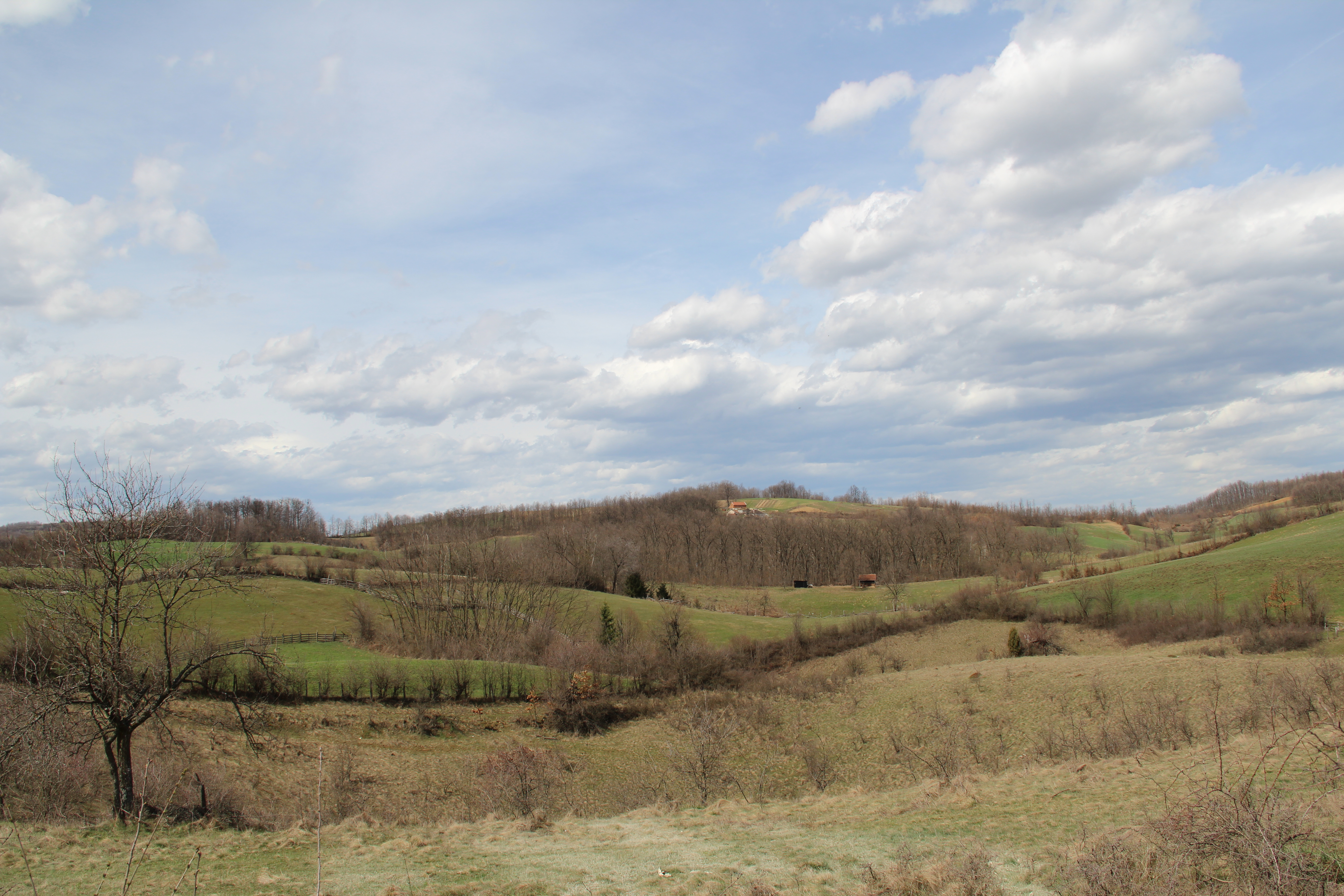
Lelic - Panorama
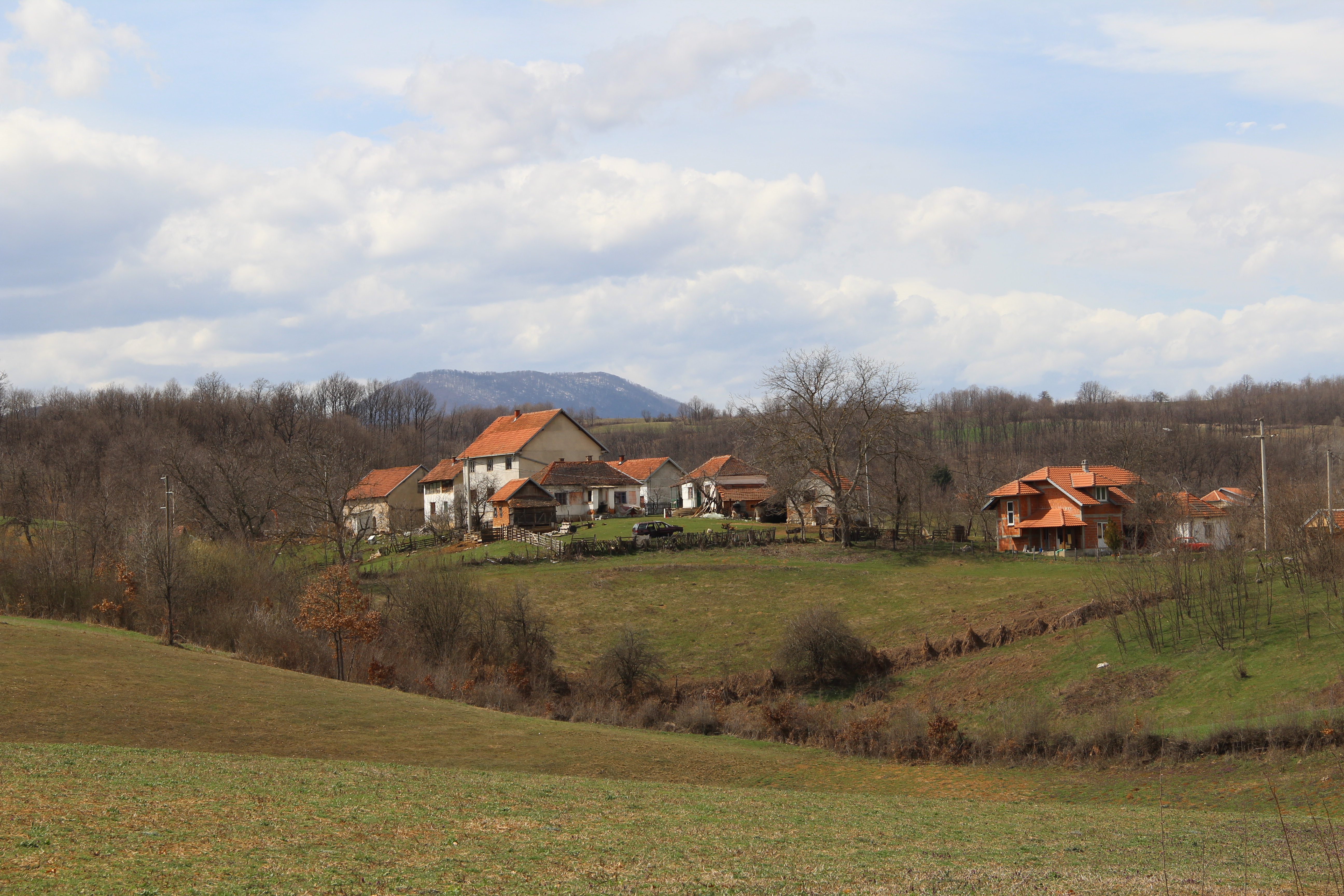
Lelic - Panorama
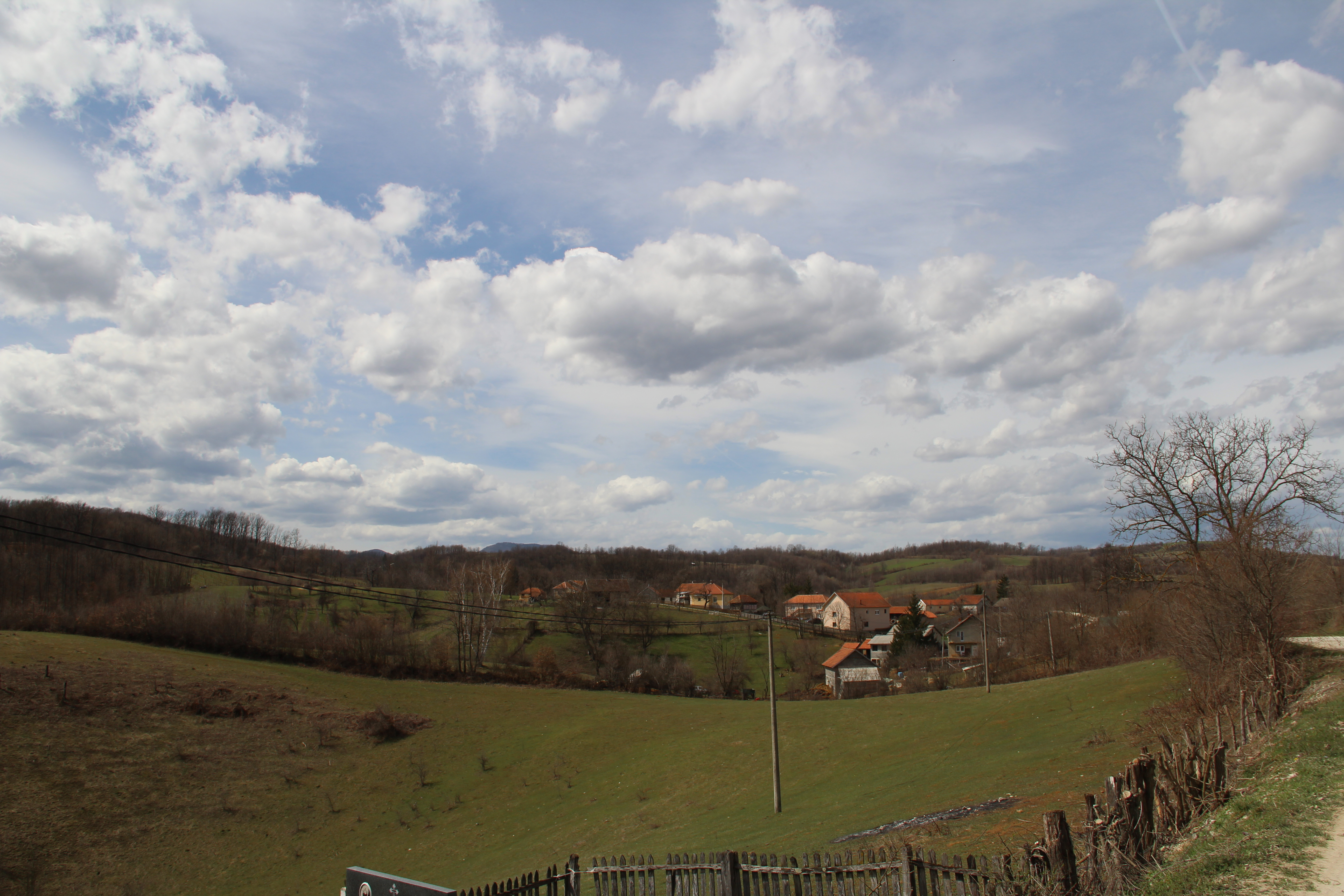
Lelic - Panorama
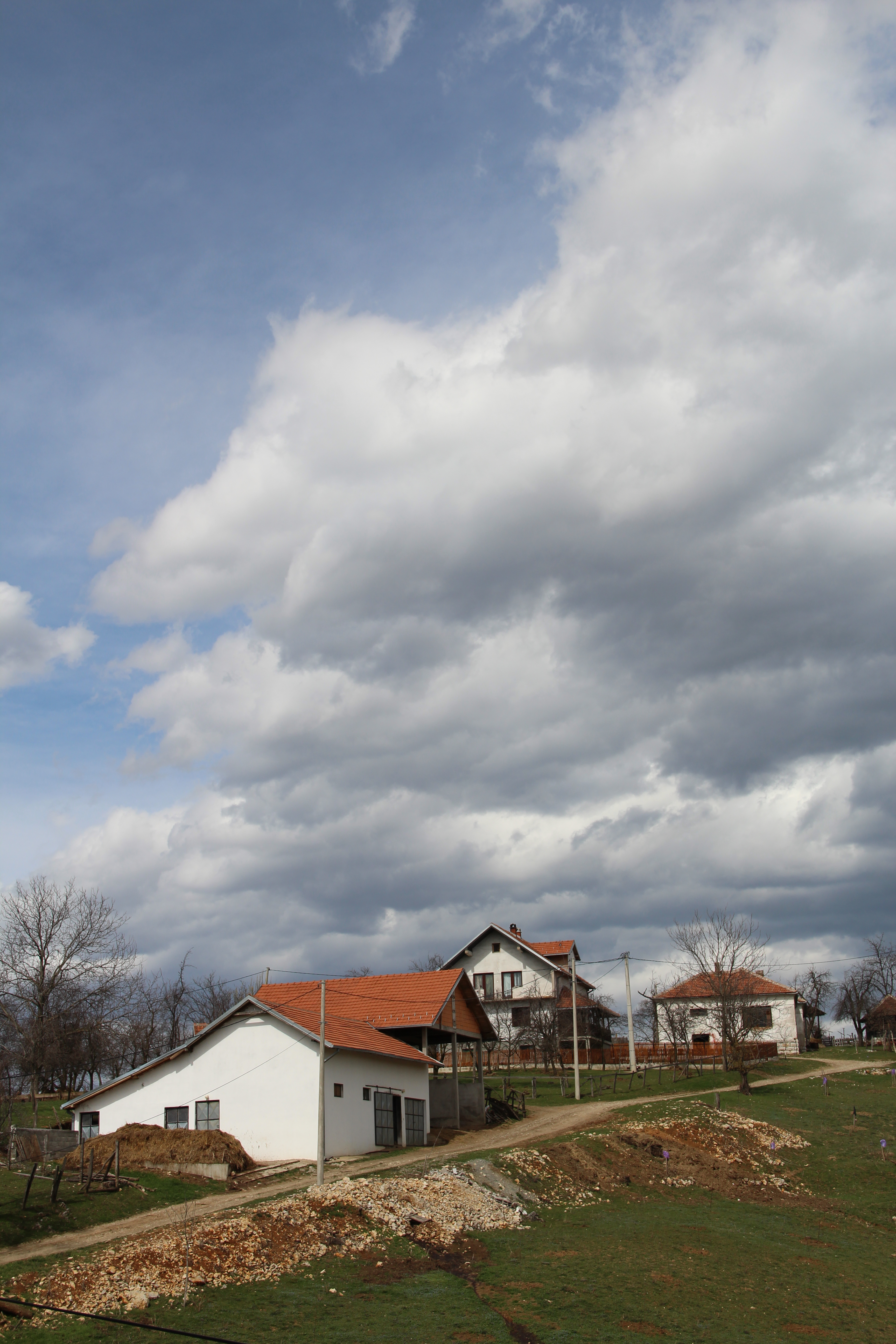
Lelic - Panorama
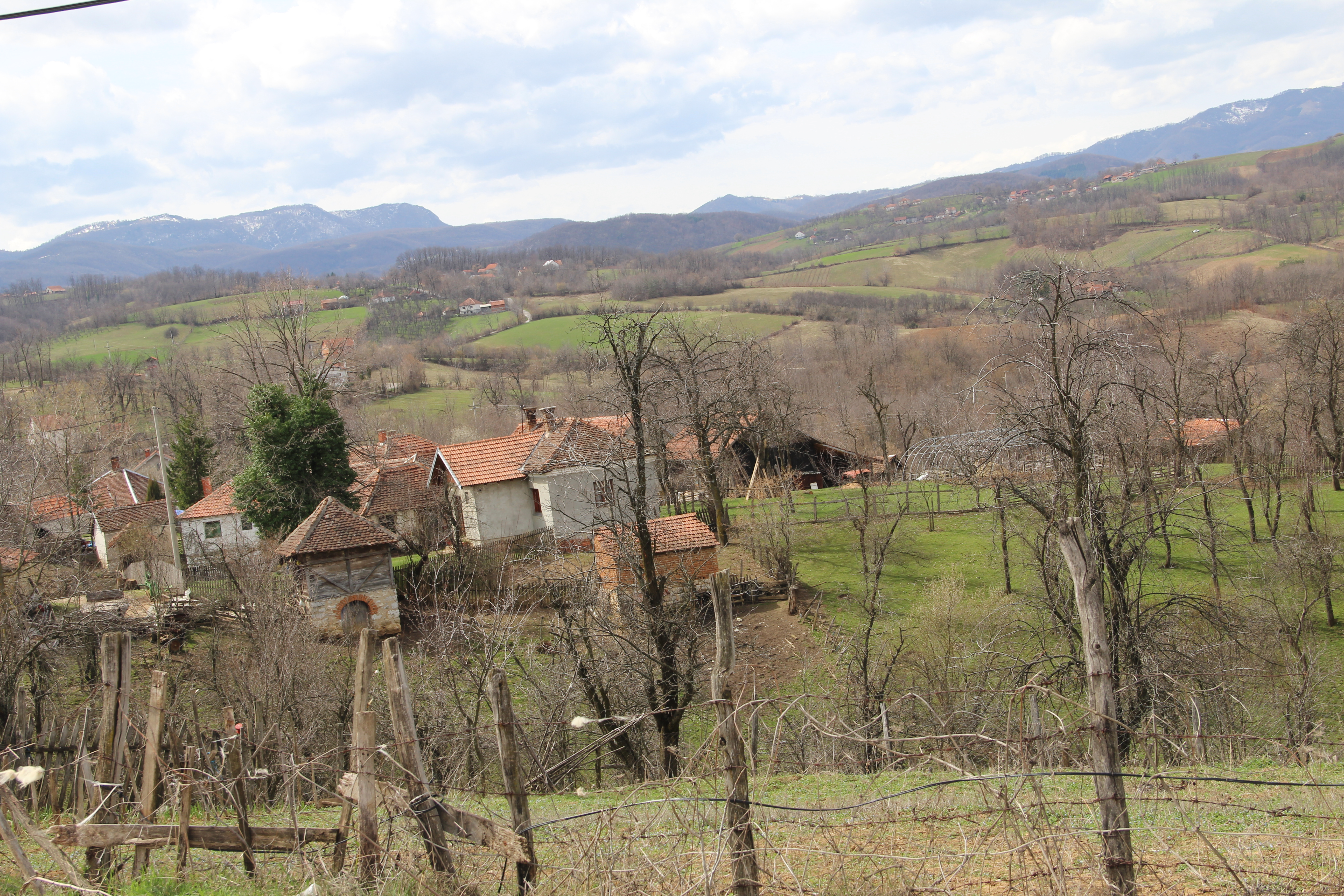
Lelic - Panorama
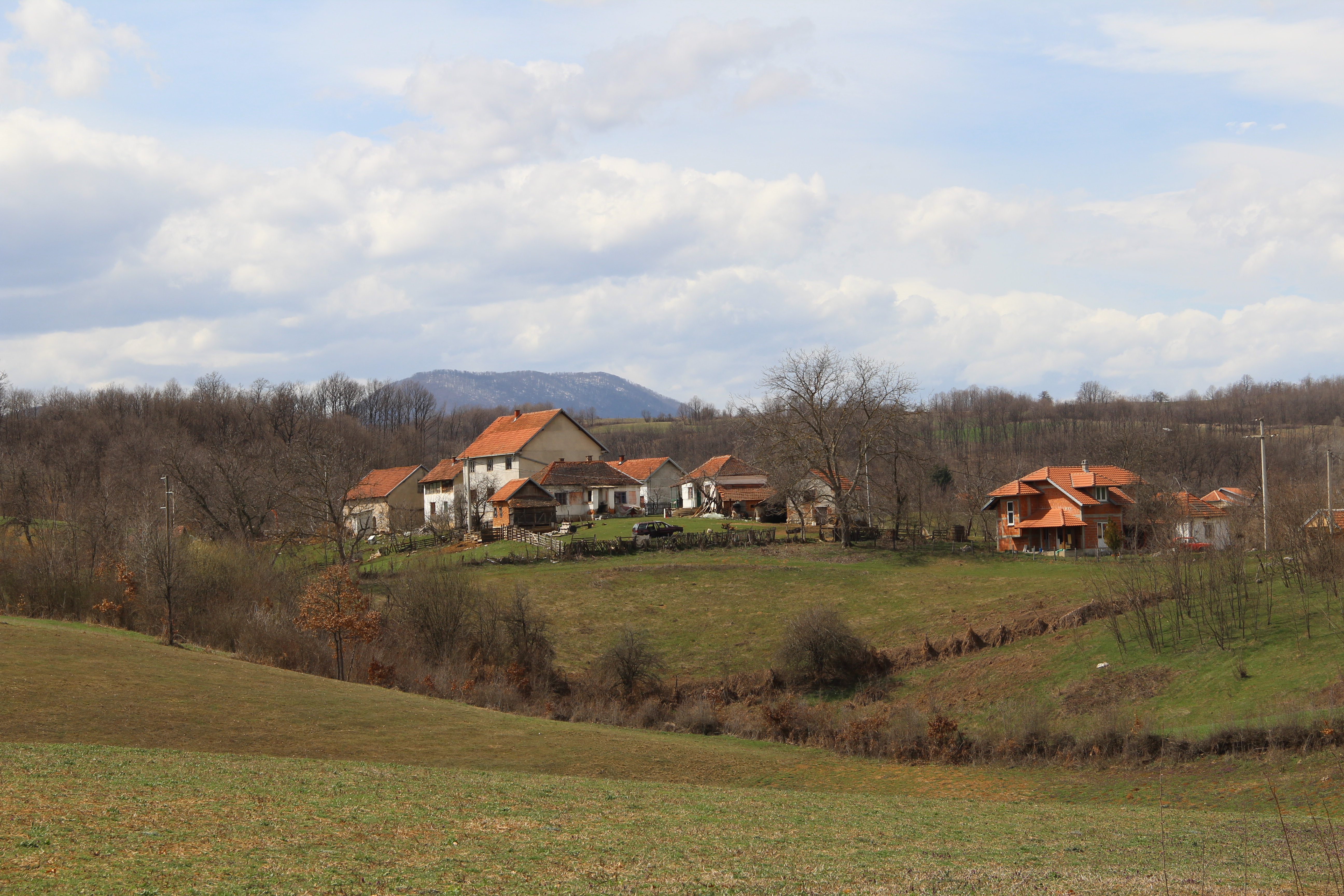
Lelic - Panorama

## Demografia
| 1948  | 1953  | 1961  | 1971 | 1981 | 1991 | 2002 | 2011 |
| ----- | ----- | ----- | ---- | ---- | ---- | ---- | ---- |
| 1 190 | 1 159 | 1 046 | 916  | 781  | 677  | 568  | 490  |